# Luchthaven van Praag
Luchthaven Václav Havel Praag (Tsjechisch: Letiště Václava Havla Praha), voorheen Internationale luchthaven Praag-Ruzyně, is de belangrijkste luchthaven van Tsjechië. De luchthaven ligt in Ruzyně, ten westen van de hoofdstad Praag. De luchthaven functioneert als hub voor Smartwings en is een basis voor Eurowings en Ryanair. 
Sinds 5 oktober 2012 draagt de luchthaven de naam van de schrijver, mensenrechtenactivist en politicus Václav Havel, die in 2011 overleed.

## Geschiedenis
De luchthaven van Praag werd op 5 april 1937 geopend als Luchthaven Praag-Ruzyně, vernoemd naar Ruzyně waar het vliegveld ligt. In 1918 was er al een vliegveld aangelegd bij Kbely, ten westen van de stad. De luchthaven bleek onvoldoende capaciteit te hebben en werd een volledig militair vliegveld. Er werden dan ook al snel plannen gemaakt voor een nieuwe civiele luchthaven bij Ruzyně. De eerste luchtvaartmaatschappij die zich op de luchthaven vestigde was Czech Airlines.

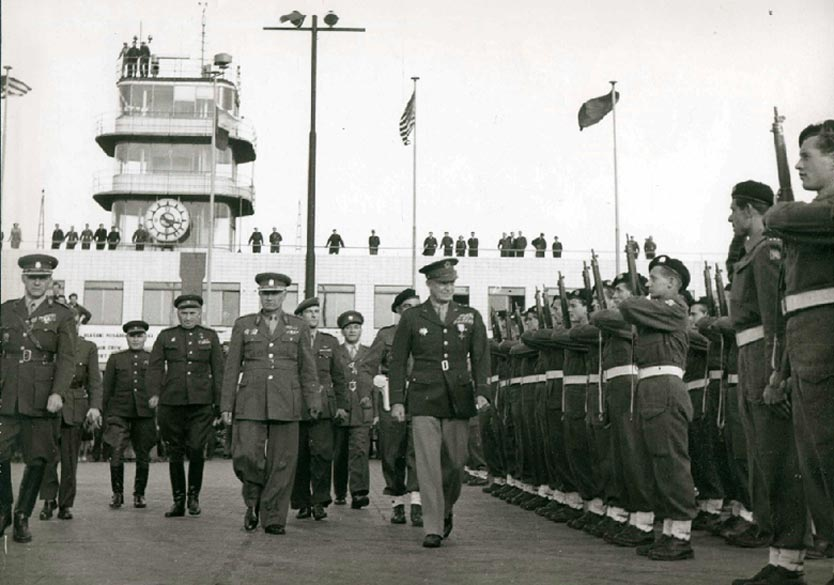
Dwight D. Eisenhower bezoekt de luchthaven op 12 oktober 1945

In 2024 maakten bijna 16,4 miljoen passagiers gebruik van Luchthaven Václav Havel Praag.

## Infrastructuur

### Terminals
Luchthaven Václav Havel Praag heeft twee passagiersterminals, twee terminals voor algemene luchtvaart en een gedeelte voor vracht.
- Terminal 1 wordt gebruikt voor vluchten buiten het Schengengebied en werd in 1968 geopend en in 1997 gerestaureerd. De terminal bestaat uit pier A en B.
- Terminal 2 wordt gebruikt voor vluchten binnen het Schengengebied en opende op 17 januari 2006.[7] Onder andere Brussels Airlines, KLM en Transavia maken gebruik van deze terminal.
- Terminal 3 wordt gebruikt voor privé- en chartervluchten en opende in 1997.
- Terminal 4 wordt uitsluitend voor VIP-vluchten en staatsbezoeken gebruikt. Dit is het oudste gedeelte van de luchthaven en opende op 5 april 1937.[8]

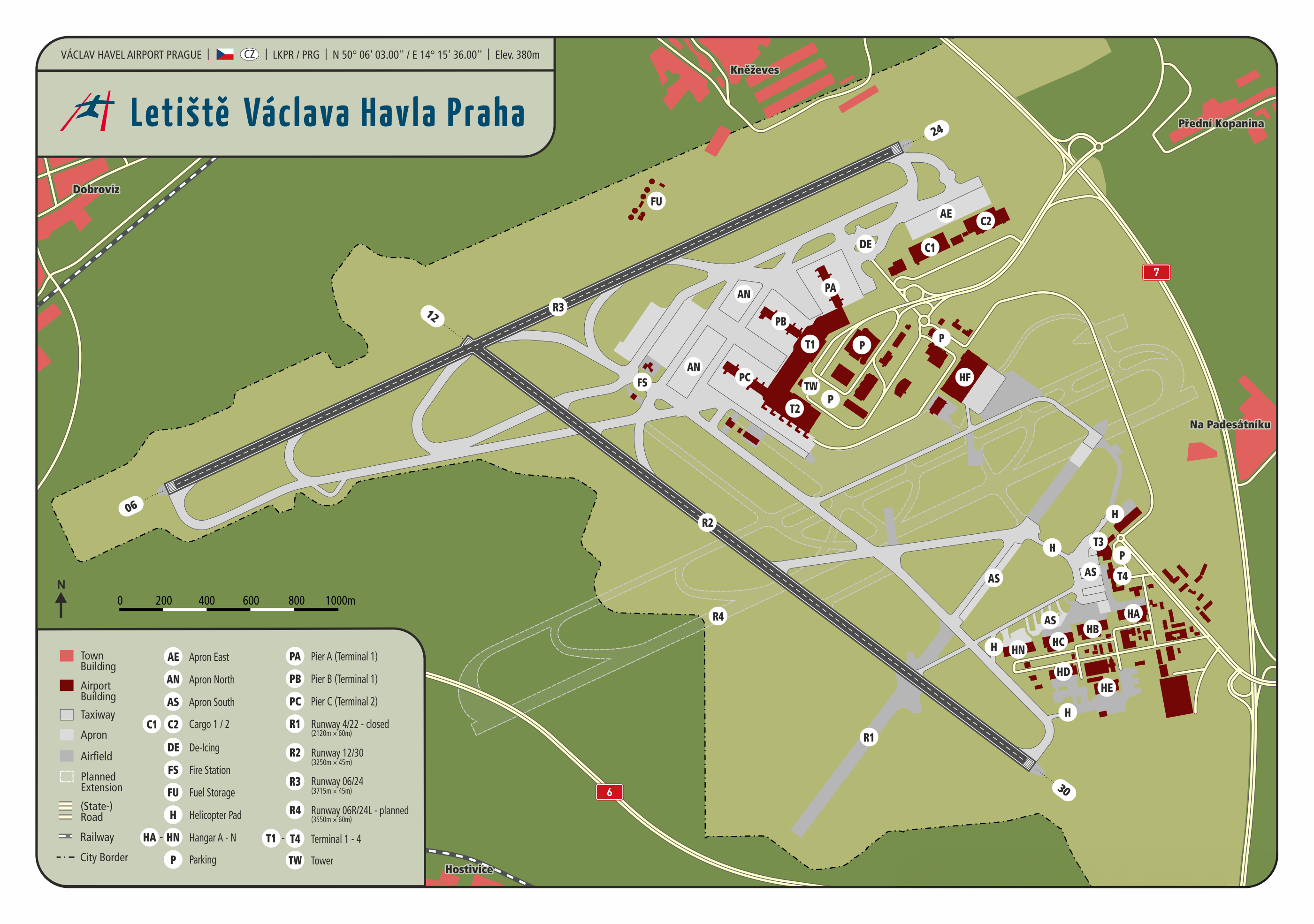
Een plattegrond van de luchthaven

De twee vrachtterminals worden geëxploiteerd door Menzies Aviation en Skyport.

### Startbanen
De luchthaven beschikt over twee operationele start- en landingsbanen. Baan 04/22 is gesloten en wordt gebruikt voor taxiën en het parkeren van vliegtuigen. Baan 06/24 wordt het vaakst gebruikt, maar bij werkzaamheden of een afwijkende windrichting wordt ook 12/30 gebruikt.

### Treinverbinding
Er zijn plannen om de luchthaven te verbinden met het spoornetwerk, de voorbereidingen hiervoor begonnen in 2018 en het bouwen zou in 2023 beginnen. De start liep echter vertraging op, maar in 2025 is de bouw toch begonnen. In 2030 zou de eerste publiek-private samenwerking ooit in de geschiedenis van de Tsjechische Spoorwegen af moeten zijn. De kosten zijn begroot op zo’n 28 miljard kronen.

## Luchtvaartmaatschappijen en bestemmingen

### Passagiers
Vanaf de Luchthaven van Praag kan worden gevlogen naar de volgende bestemmingen met de volgende luchtvaartmaatschappijen (april 2025):
| Luchtvaartmaatschappij | Bestemmingen |
| ---------------------- | --- |
| Aegean Airlines        | Athene |
| Aer Lingus             | Dublin |
| airBaltic              | Riga, Vilnius (vanaf 22 mei 2025) |
| Air Cairo              | Hurghada |
| Air Canada             | Seizoensgebonden: Toronto (hervat 6 juni 2025) |
| Air France             | Parijs |
| Air Montenegro         | Seizoensgebonden: Podgorica (vanaf 1 mei 2025), Tivat |
| Air Serbia             | Belgrado |
| Animawings             | Seizoensgebonden charter: Plovdiv |
| Arkia                  | Tel Aviv |
| Asiana Airlines        | Seoel |
| Austrian Airlines      | Wenen |
| Azerbaijan Airlines    | Bakoe |
| Bluebird Airways       | Tel Aviv |
| British Airways        | Londen–LHR Seizoensgebonden: Londen–LCY (hervat 26 oktober 2025) |
| Brussels Airlines      | Brussel |
| Bulgaria Air           | Sofia Seizoensgebonden: Varna Seizoensgebonden charter: Boergas |
| Buzz                   | Seizoensgebonden charter: Boergas (vanaf 17 juni 2025), Chania (vanaf 1 juni 2025), Maó (vanaf 30 mei 2025), Rhodos (vanaf 6 juni 2025) |
| China Airlines         | Taipei |
| Condor                 | Seizoensgebonden: Frankfurt (vanaf 1 mei 2025) |
| Corendon Airlines      | Seizoensgebonden charter: Antalya |
| Croatia Airlines       | Zagreb (hervat 2 juni 2025) Seizoensgebonden: Dubrovnik, Split |
| Cyprus Airways         | Seizoensgebonden: Larnaca |
| Delta Air Lines        | Seizoensgebonden: New York (hervat 7 mei 2025) |
| easyJet                | Amsterdam, Bazel, Belfast, Birmingham, Bordeaux (vanaf 27 oktober 2025), Bristol, Edinburgh, Genève, Glasgow, Lissabon, Liverpool, Londen–LGW, Londen–LTN, Lyon, Manchester, Milaan, Nantes, Napels, Nice, Porto Seizoensgebonden: Alicante, Palma (hervat 1 juni 2025) |
| Egyptair               | Caïro |
| El Al                  | Tel Aviv |
| Emirates               | Dubai |
| Etihad Airways         | Abu Dhabi (vanaf 2 juni 2025) |
| Eurowings              | Barcelona, Düsseldorf, Funchal, Genève, Málaga, Rome, Stockholm Seizoensgebonden: Agadir, Alicante, Athene, Birmingham (hervat 3 juli 2025), Granadilla de Abona (vanaf 7 november 2025), Iraklion (hervat 10 mei 2025), Keulen, Las Palmas (vanaf 30 oktober 2025), Nice, Palma, Puerto del Rosario (vanaf 29 oktober 2025), San Bartolomé (vanaf 4 november 2025), Tallinn (hervat 2 mei 2025), Valencia (hervat 3 mei 2025) Seizoensgebonden charter: Faro (hervat 17 juni 2025), Larnaca (hervat 31 mei 2025) |
| Finnair                | Helsinki |
| Flydubai               | Dubai |
| Fly Lili               | Seizoensgebonden charter: Tel Aviv |
| Flynas                 | Seizoensgebonden: Riyad (hervat 27 juni 2025) |
| FlyOne                 | Chișinău |
| Hainan Airlines        | Beijing |
| Iberia                 | Madrid |
| Icelandair             | Keflavík |
| Israir                 | Tel Aviv |
| Jazeera Airways        | Seizoensgebonden: Koeweit-Stad (hervat 5 juni 2025) |
| Jet2.com               | Birmingham, Leeds, Manchester Seizoensgebonden: Belfast, Bournemouth (vanaf 27 november 2025), Bristol (hervat 28 november 2025), East Midlands, Edinburgh (hervat 2 oktober 2025), Glasgow, Liverpool (hervat 28 november 2025), Londen (hervat 28 november 2025), Newcastle |
| KLM                    | Amsterdam |
| KM Malta Airlines      | Luqa |
| Korean Air             | Seoel |
| LOT Polish Airlines    | Warschau |
| Lufthansa              | Frankfurt, München |
| Luxair                 | Luxemburg-Stad |
| Neos                   | Seizoensgebonden charter: Krabi, Nosy Be, Punta Cana, Zanzibar (vanaf 30 juni 2025) |
| Nile Air               | Seizoensgebonden charter: Hurghada |
| Norwegian Air Shuttle  | Oslo |
| Norwegian Air Sweden   | Kopenhagen, Stockholm |
| Nouvelair              | Seizoensgebonden charter: Monastir |
| Pegasus Airlines       | Istanbul Seizoensgebonden: Antalya |
| Play                   | Seizoensgebonden: Keflavík (hervat 24 april 2025) |
| Qanot Sharq            | Seizoensgebonden: Tasjkent (hervat 19 mei 2025) |
| Qatar Airways          | Doha |
| Ryanair                | Barcelona, Bari, Beauvais, Bergamo, Boedapest, Bristol, Catania, Charleroi, Dublin, East Midlands, Edinburgh, Gdańsk, Kopenhagen, Košice, Krakau, Londen, Madrid, Málaga, Manchester, Marseille, Napels, Pisa, Riga, Rome, Sevilla, Tirana, Treviso Seizoensgebonden: Bologna, Göteborg, Korfoe (hervat 3 juni 2025), Palma, Pescara, Poznań, Rhodos, Rimini, Skiathos (hervat 2 juni 2025), Triëst, Turijn, Zadar |
| SAS                    | Seizoensgebonden: Kopenhagen, Stockholm |
| SCAT Airlines          | Astana |
| Sky Express            | Athene |
| Skyline Express        | Seizoensgebonden charter: Hurghada, Marsa Alam |
| SkyUp Airlines         | Chișinău (vanaf 2 juni 2025) |
| Smartwings             | Antalya, Dubai–DWC, Funchal, Granadilla de Abona, Hurghada, Las Palmas, Madrid, Málaga, Marsa Alam, Palma, Parijs, Puerto del Rosario, San Bartolomé, Tel Aviv, Valencia Seizoensgebonden: Almería (hervat 1 juni 2025), Antimachia (hervat 4 mei 2025), Argostoli (hervat 29 mei 2025), Athene, Boergas (hervat 31 mei 2025), Brindisi, Cagliari, Catania, Chania (hervat 24 mei 2025), Dubai–DXB (hervat 26 oktober 2025), Iraklion, İzmir (hervat 29 mei 2025), Karpathos (hervat 30 mei 2025), Korfoe (hervat 25 mei 2025), Lamezia Terme (hervat 30 mei 2025), Larnaca (hervat 1 mei 2025), Maó (hervat 14 mei 2025), Nice, Olbia (hervat 25 mei 2025), Ponta Delgada, Preveza (hervat 31 mei 2025), Ras al-Khaimah, Rhodos (hervat 4 mei 2025), Salalah, Samos (hervat 29 mei 2025), Santa Cruz de La Palma (hervat 17 juni 2025), Santorini (hervat 30 mei 2025), Split (hervat 24 april 2025), Thessaloniki (hervat 1 juni 2025), Tirana (hervat 30 mei 2025), Varna (hervat 31 mei 2025), Zakynthos (hervat 13 mei 2025) Seizoensgebonden charter: Abu Dhabi, Agadir, Aqaba, Bahrein, Barcelona (vanaf 10 juni 2025), Bodrum, Caïro, Chios, Dakar, Dalaman, Djerba, El Alamein, Enfidha, Espargos, Faro, Girona, Ibiza-Stad, Kavala, Kayseri, Lemnos, Marsa Matruh, Monastir, Murcia, Muscat, Mytilini, Nador, Napels, Oujda, Palermo, Patras, Potamos, Reus, Sal Rei, Sharm-el-Sheikh, Skiathos, Skyros, Taba |
| SunExpress             | Antalya Seizoensgebonden: İzmir, Kayseri |
| SWISS                  | Zürich |
| TAP Air Portugal       | Lissabon |
| TAROM                  | Boekarest |
| Transavia              | Eindhoven |
| Transavia France       | Parijs |
| Turkish Airlines       | Istanbul |
| Uzbekistan Airways     | Seizoensgebonden charter: Tasjkent |
| Volotea                | Florence, Lyon, Nantes Seizoensgebonden: Bordeaux (vanaf 26 november 2025), Verona (hervat 7 november 2025) |
| Vueling                | Barcelona, Bilbao Seizoensgebonden: Parijs |
| Wizz Air               | Catania, Koetaisi, Larnaca, Londen, Milaan (eindigt 27 april 2025), Rome, Tirana |
| World2Fly              | Seizoensgebonden charter: Holguín, Phú Quốc, Puerto Vallarta, Punta Cana |

### Vracht

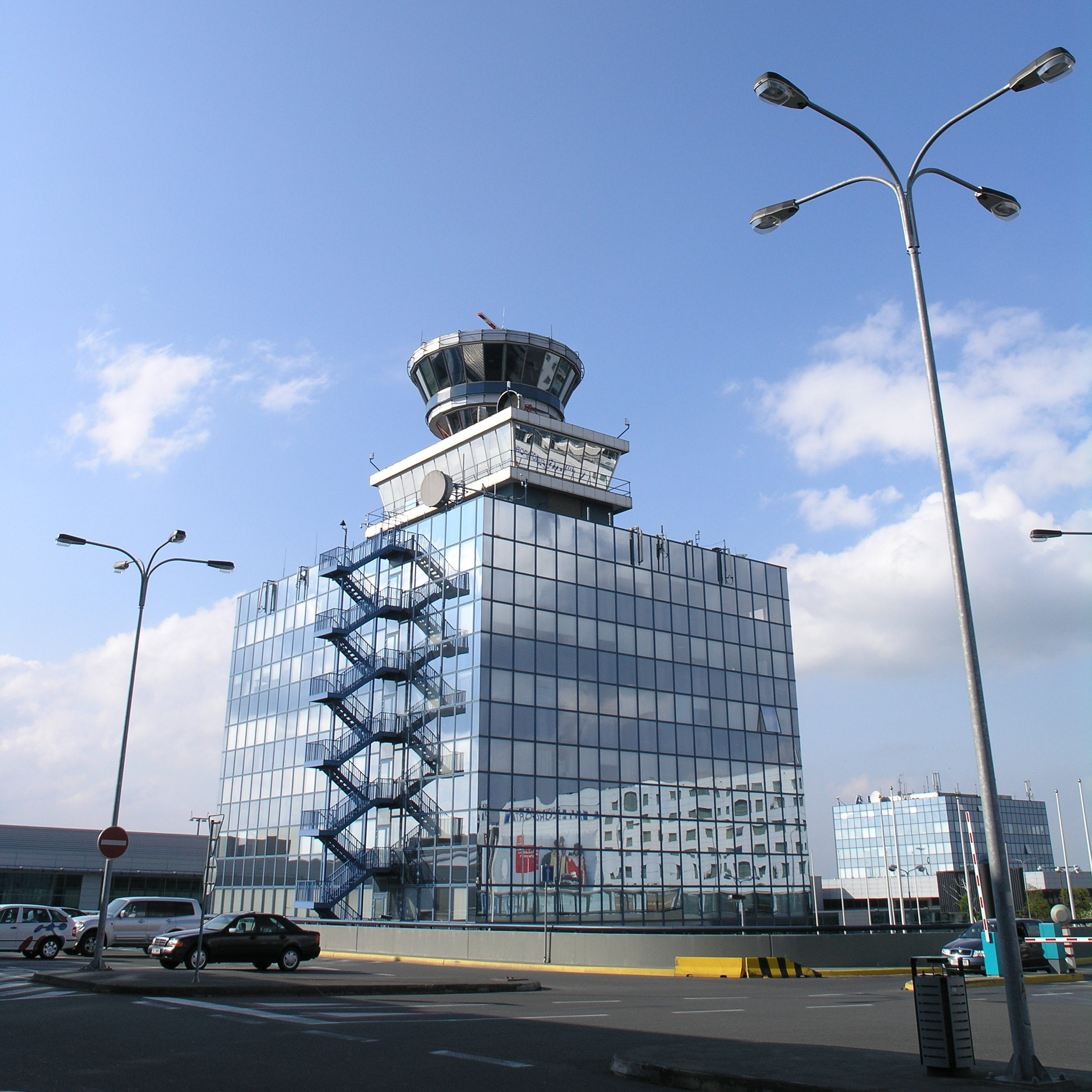
De verkeerstoren van de luchthaven

Daarnaast heeft de luchthaven vrachtverbindingen met de volgende luchthavens:
| Luchtvaartmaatschappij | Bestemmingen         |
| ---------------------- | -------------------- |
| ASL Airlines Belgium   | Brno, Kaunas, Parijs |
| ASL Airlines France    | Helsinki, Parijs     |
| Qatar Cargo            | Boedapest, Doha      |
| Turkish Cargo          | Istanbul             |
| UPS Airlines           | Boedapest, Keulen    |

## Statistieken

### Drukste bestemmingen
| Positie | Stad                        | Passagiers | Luchtvaartmaatschappijen                                          |
| ------- | --------------------------- | ---------- | ----------------------------------------------------------------- |
| 1       | Londen, Verenigd Koninkrijk | 1.385.866  | British Airways, easyJet, Jet2.com, Ryanair, Wizz Air             |
| 2       | Parijs, Frankrijk           | 719.419    | Air France, Czech Airlines, Smartwings, Transavia France, Vueling |
| 3       | Amsterdam, Nederland        | 651.465    | easyJet, KLM                                                      |
| 4       | Milaan, Italië              | 605.690    | easyJet, Ryanair, Wizz Air                                        |
| 5       | Rome, Italië                | 535.577    | Eurowings, Ryanair, Wizz Air                                      |

### Passagiersaantallen
| Jaar | Passagiers | Jaar | Passagiers | Jaar | Passagiers |
| ---- | ---------- | ---- | ---------- | ---- | ---------- |
| 2001 | 6.098.742  | 2011 | 11.788.629 | 2021 | 4.388.826  |
| 2002 | 6.314.653  | 2012 | 10.807.890 | 2022 | 10.734.880 |
| 2003 | 7.463.120  | 2013 | 10.974.196 | 2023 | 13.828.137 |
| 2004 | 9.696.413  | 2014 | 11.149.926 | 2024 | 16.353.522 |
| 2005 | 10.777.020 | 2015 | 12.030.928 |      |            |
| 2006 | 11.581.511 | 2016 | 13.074.517 |      |            |
| 2007 | 12.436.254 | 2017 | 15.415.001 |      |            |
| 2008 | 12.630.557 | 2018 | 16.797.006 |      |            |
| 2009 | 11.643.366 | 2019 | 17.804.900 |      |            |
| 2010 | 11.556.858 | 2020 | 3.665.871  |      |            |

## Incidenten en ongevallen
- Op 19 februari 1973 stortte Aeroflot-vlucht 141 neer tijdens de eindnadering.[15] 66 van de 100 inzittenden van de Toepolev Tu-154 kwamen om het leven.[16] Het was tevens het eerste dodelijke ongeval met dit type vliegtuig.
- Op 30 oktober 1975 raakte Inex-Adria Aviopromet-vlucht 450 de grond tijdens de nadering in mist.[17] 75 van de 120 inzittenden van de Douglas DC-9-32 kwamen om.[18]
- Op 21 oktober 1981 kreeg een Toepolev Tu-154B van Malév te maken met een harde landing.[19] Hierdoor brak het toestel in tweeën en raakten 24 passagiers gewond. Iedereen overleefde het ongeluk.
- Op 29 maart 1989 kaapten twee tieners uit Tsjecho-Slowakije Malév-vlucht 640 op de luchthaven en eisten dat de Toepolev Tu-154B naar Frankfurt in West-Duitsland zou vliegen.[20] Ze gijzelden vijftien mensen, maar besloten zich uiteindelijk over te geven.[21]